# Boog van Domitianus
De Boog van Domitianus was de naam van meerdere triomfbogen, die door keizer Domitianus in het oude Rome werden opgericht.
Domitianus liet ter ere van hemzelf een aantal triomf- en erebogen bouwen. Na zijn gewelddadige dood sprak de senaat echter de damnatio memoriae over hem uit, waarna de meeste van zijn bouwwerken werden gesloopt of onder een andere naam werden ingewijd. Van twee erebogen die wel werden behouden wordt aangenomen dat ze in opdracht van Domitianus werden gebouwd.

## Palatijn
Een boog stond over de Clivus Palatinus, die naar de top van de Palatijn leidde. Op de Palatijn liet Domitianus het grote keizerlijke paleis Domus Augustana bouwen en de boog over de Clivus Palatinus diende als monumentale entree tot het terrein. Van deze boog zijn de fundamenten bewaard gebleven. Deze ereboog staat mogelijk afgebeeld op een reliëf van de Tombe van de Hatirii, die tegenwoordig in de Vaticaanse Musea wordt tentoongesteld.

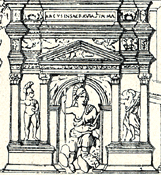
De "Boog van Domitianus" op de Tombe van de Hatirii

## Forum Holitorium
Domitianus liet de Porta Carmentalis uit de oude Muur van Servius Tullius in monumentale vorm herbouwen. Een van de twee doorgangen van deze poort was mogelijk de Porta Triumphalis waardoor in de Republikeinse tijd zegevierende generaals tijdens hun triomftocht de stad betraden. In de keizertijd was deze eer slechts voorbehouden aan de keizer. Domitianus kende zichzelf voor onduidelijke overwinningen meerdere keren een triomf toe. Op de Porta Carmentalis liet hij een beeldengroep plaatsen van twee paar quadrigas, die werden getrokken door olifanten. Zijn eigen beeld was de wagenmenner. De boog staat op deze wijze afgebeeld op een munt die Domitianus liet slaan. Na zijn dood zal zijn beeld verwijderd zijn, maar een van de quadrigas bleef staan en de poort staat zo afgebeeld op een paneel uit de tijd van Marcus Aurelius, die later op de Boog van Constantijn is geplaatst.

## Referentie
- L. Richardson, jr, A New Topographical Dictionary of Ancient Rome, Baltimore - London 1992, pp.25. ISBN 0801843006
- A. Claridge, Rome (Oxford Archaeological Guides), Londen, 1998, pp. 142-143. ISBN 0192880039